# Albert Roux

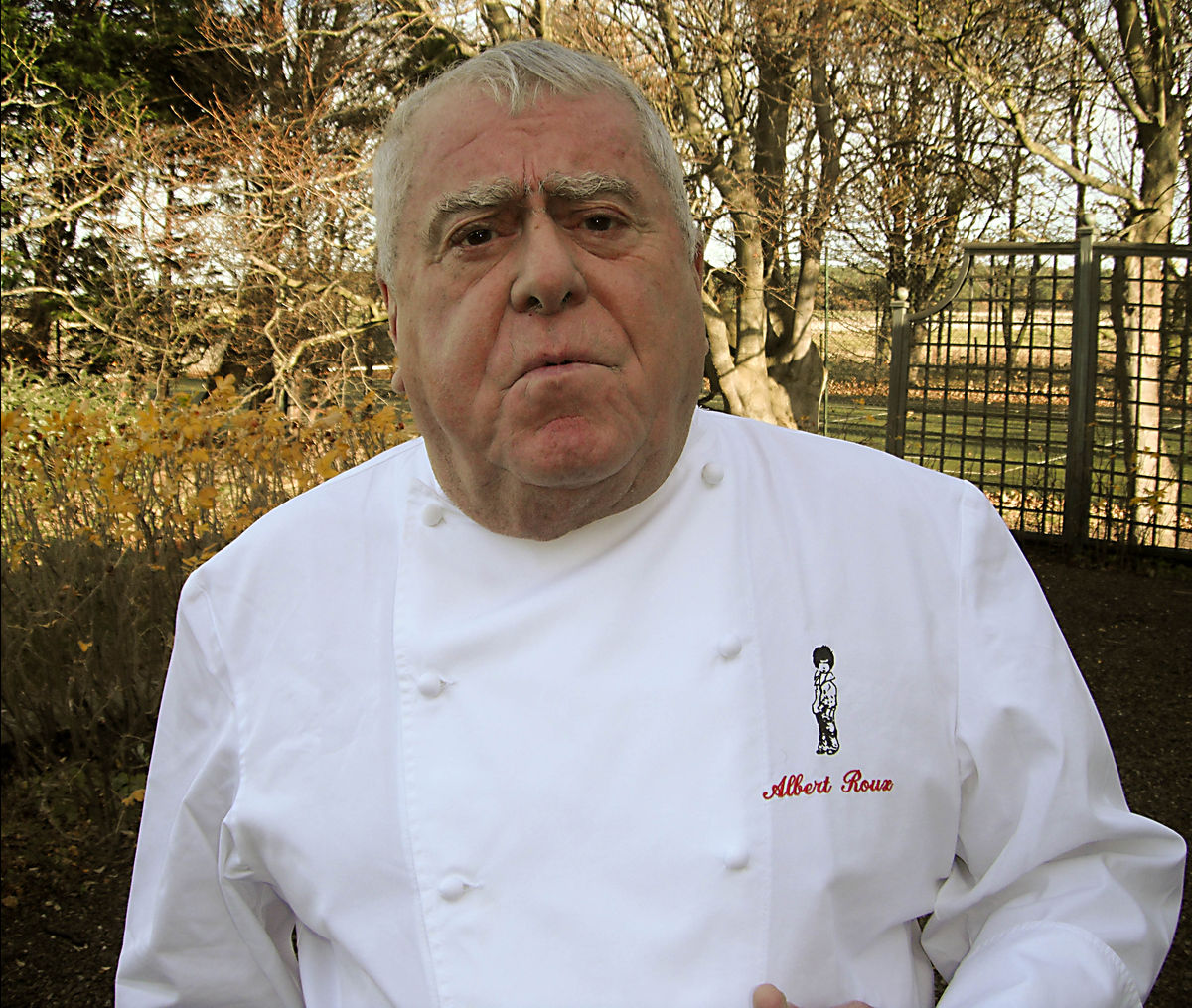
O chef Albert Roux nos jardins do Greywalls Hotel em Edimburgo

Albert Henri Roux OBE (8 de outubro de 1935 - 4 de janeiro de 2021) foi um restaurateur e chef francês que trabalhava na Grã-Bretanha. Ele e seu irmão Michel operavam o Le Gavroche no Mayfair de Londres, o primeiro restaurante no Reino Unido a ganhar três estrelas Michelin. Ele ajudou a treinar uma série de chefs que ganharam estrelas Michelin, e seu filho, Michel Roux Jr., continua a dirigir o Le Gavroche.

## Juventude
Albert Roux nasceu na aldeia de Semur-en-Brionnais em Saône-et-Loire, França, em 8 de outubro de 1935. Ele era filho de um charcutier. Seu irmão, Michel Roux, nasceu em 1941. Ao deixar a escola, ele inicialmente pretendia treinar como padre. No entanto, ele decidiu que o papel não era adequado para ele e, em vez disso, formou-se como chef. Seu padrinho trabalhou como chef para Wallis, Duquesa de Windsor, e providenciou para que Roux, aos 18 anos, fosse contratado para trabalhar para Nancy Astor, Viscondessa de Astor.

## Carreira
Em 1967, Roux e seu irmão mais novo Michel abriram Le Gavroche, na Lower Sloane Street em Londres. Tornou-se o primeiro restaurante da Grã-Bretanha a ganhar uma estrela Michelin, o primeiro a ganhar duas e, em 1982, o primeiro a ganhar três. O restaurante se tornou o favorito de Sua Majestade a Rainha Elizabeth, a Rainha Mãe. Em 1984, ele e Michel criaram a bolsa Roux para permitir que chefs iniciantes começassem a trabalhar na indústria. Durante seu tempo na cozinha, ele treinou vários chefs que ganharam suas próprias estrelas Michelin, incluindo Gordon Ramsay e Marco Pierre White. Roux elogiou Gordon Ramsay: "Reconheci imediatamente que Gordon iria longe."
Em 2006, Albert e Michel Roux receberam o prêmio pelo conjunto de sua obra dos 50 melhores restaurantes do mundo da S. Pellegrino.